# أداك

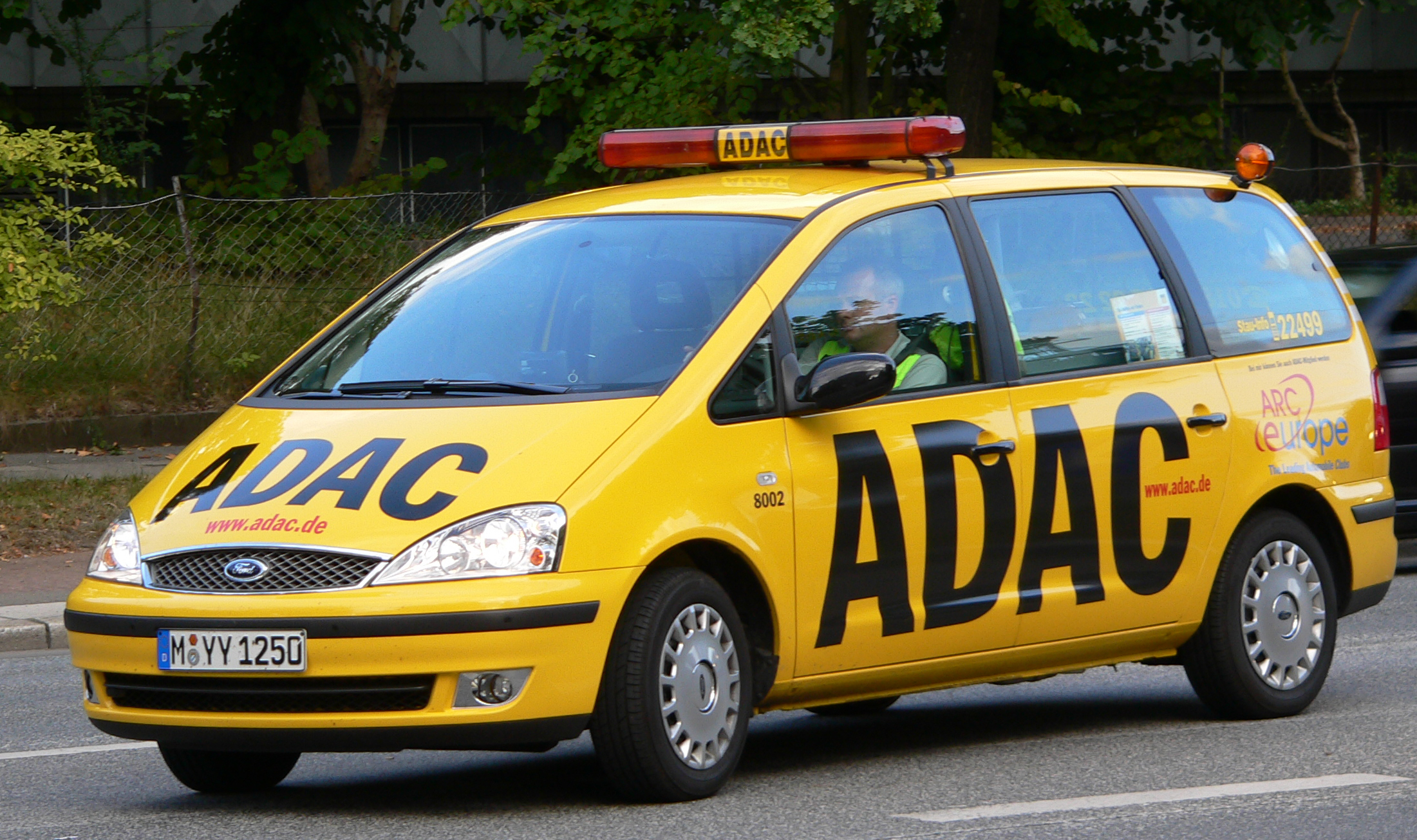
« الملاك الأصفر »

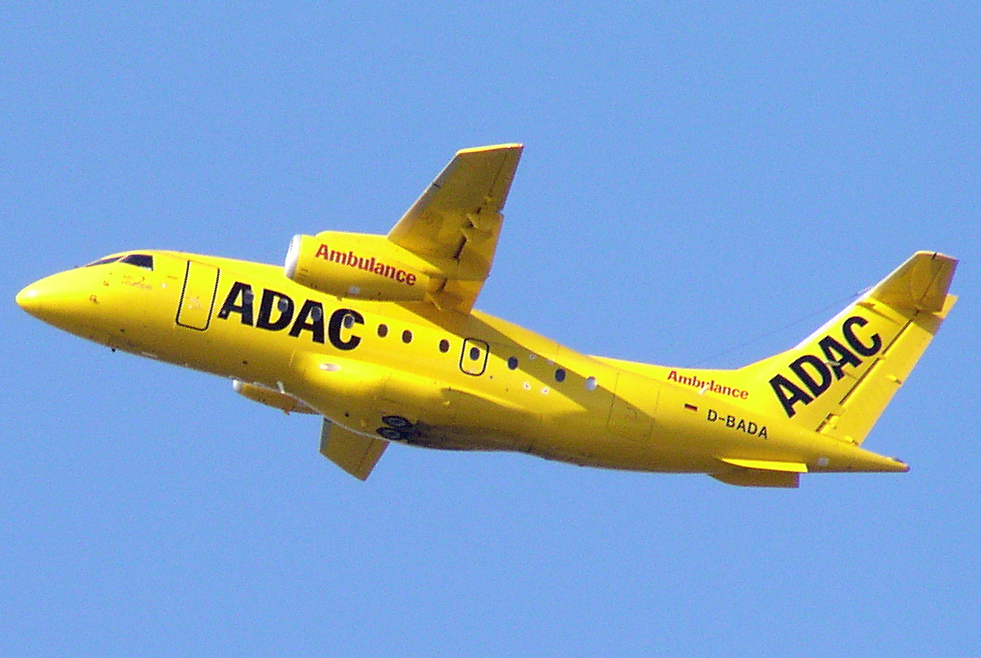
طائرة نفاثة ملك النادي

نادي السيارات الألماني العام (بالألمانية: Allgemeiner Deutscher Automobil-Club e.V.) يُختصر ADAC، هو نادي سيارات في ألمانيا تأسس في 24 مايو 1903 باسم الجمعية الألمانية لسائقي الدراجات النارية (بالألمانية: Deutsche Motorradfahrer-Vereinigung) وتغير إلى اسمه الحالي في عام 1911.
يُعد النادي أكبر نادي سيارات في أوروبا حيث بلغ عدد أعضاؤه في 2019 أكثر من 21 مليون عضو. كما أنه أكبر جمعية لسائقي الدراجات النارية في العالم حيث يضم 1.5 مليون عضو.

## تاريخ النادي
أسس النادي في 24 أبريل 1903 تحت مسمى (بالألمانية: Deutsche Motorradfahrer-Vereinigung) قبل أن يعتمد الاسم الحالي سنة 1911.
زمن الحكم النازي، تم ضم أداك إلى DDAC سنة 1934. وفي سنة 1946 أعيد تأسيس النادي من جديد.

### قائمة رؤساء الأداك
- 1903 - 1905 : شمولز اميل Emil Schmolz
- 1905 - 1925 : جوزيف بروكماير Josef Bruckmayer
- 1926 - 1932 : فريتز كارل Carl Fritz
- 1933 : فولي هيرمان (*) Hermann Fulle
- 1946 - 1948 : لودفيج سبورر Ludwig Sporer
- 1948 - 1953 هانز ماير - سيبهوم Hans Meyer-Seebohm
- 1953 - 1964 : فيرنر إندرس Werner Endress
- 1964 - 1972 : هانز برتز Hans Bretz
- 1972 - 1989 : فرانز ستادلر Franz Stadler
- 1989 - 2001 : أوتو فليم Otto Flimm
- 2001 - إلى الآن : بيتر ماير Peter Meyer

(*) آخر رئيس مستقل قبل ضم ADAC إلى DDAC

## مساندة السائقين

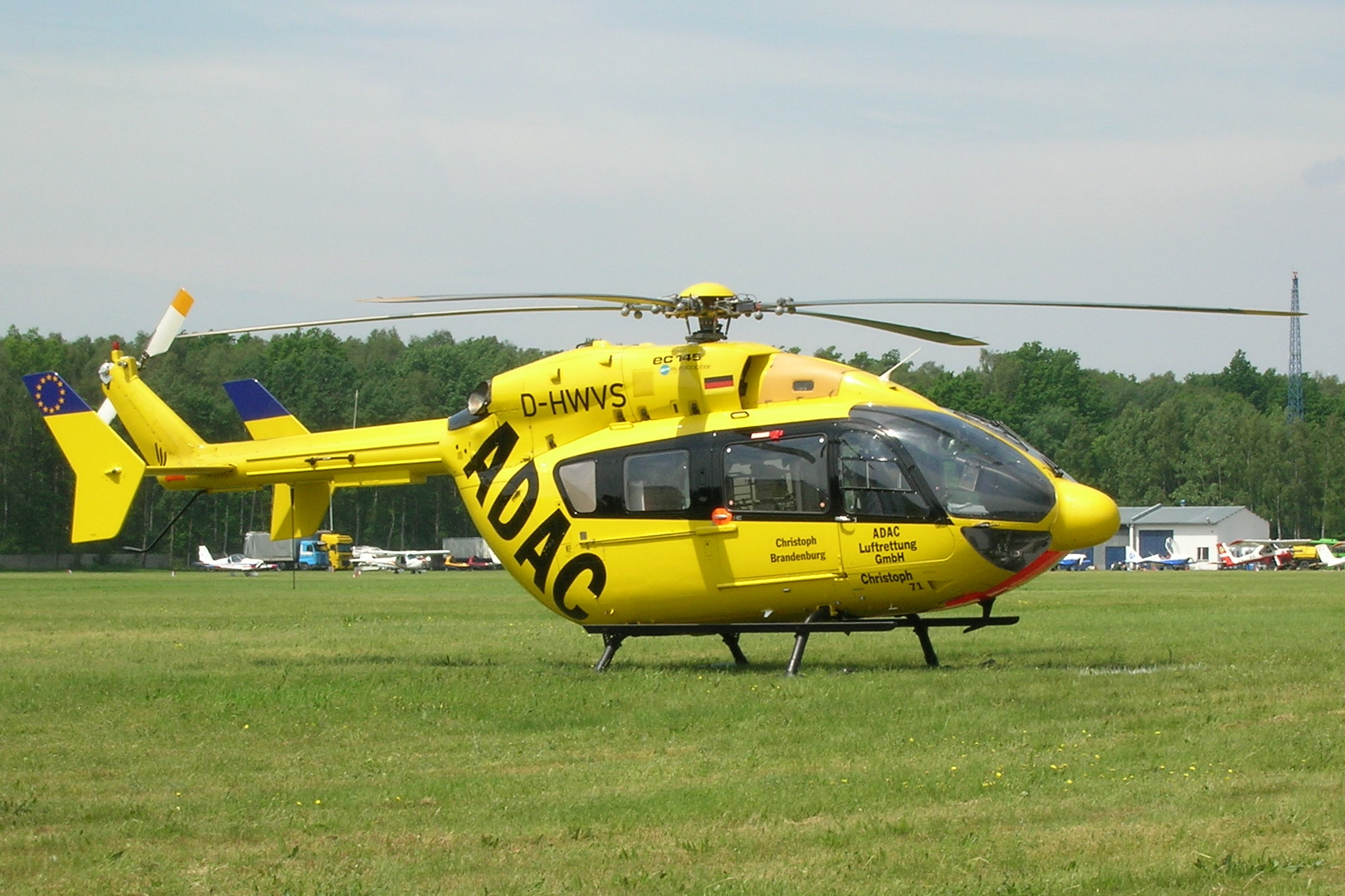
هيليكوبتر النادي

أداك مشهور في ألمانيا بدوره كمصلح أعطاب السيارات. يمتلك النادي أسطولا من ورشات التصليح المتنقلة، والتي تعرف من لون طلائها الأصفر. ما أكسبها لقب الملائكة الصفراء لما تقدم من عون ومساعدة للأصحاب السيارات المعطوبة. الورشات المتنقلة هي سيارات عادية يقوم النادي بتهيئتها بنفسه لقيام بمهامها. إلى جانب السيارات، يمتلك النادي 36 طائرة عمودية للإسعافات المستعجلة.
إلى جانب المساعدة والتدخلات، يقدم النادي خدمات أخرى. منها :
- الدور التوجيهي لمستعملي الطرق بتقديم الإرشادات والنصح لتجنب حوادث المرور.
- الدور التبليغي للشرطة في حالة ملاحظة تصرفات خطيرة يرتكبها السواق.
- إعداد إحصائيات عن أنواع المشاكل والأعطاب التي تتعرض لها السيارات على الطرق. ما يسمح للمهتمين باستغلالها.

## وصلات خارجية
- (بالألمانية)

```
الموقع الرسمي
```

## هوامش ومصادر
1. ↑  وصلة مرجع: https://www.archyde.com/christian-reinicke-elected-adac-president/.
2. ↑  وصلة مرجع: https://www.adac.de/der-adac/verein/daten-fakten/ueberblick/.
3. ↑  وصلة مرجع: https://netzwerkrecherche.org/stipendien-preise/verschlossene-auster/verschlossene-auster-2014-adac/. الوصول: 23 يناير 2019.
4. 1 2  مُعرِّف كيان قانوني (LEI): 5299003BBRZMRRHN9452.
5. ↑  وصلة مرجع: https://presse.adac.de/meldungen/adac-ev/der-verein/mitgliederzahlen.html.
6. ↑  "Registereintrag R002184-12410 vom 13.10.2022 15:22:36 bis 27.02.2023 23:00:01 im Lobbyregister des Deutschen Bundestages". Bundestag Lobby Register (بالألمانية). Retrieved 2023-04-15.
7. 1 2 3 4 5 6 7 8 9 10 11 12 13 14 15 16 17 18 19 20 21  وصلة مرجع: https://www.adac.de/der-adac/verein/daten-fakten/geschaeftsjahr/.
8. ↑  وصلة مرجع: https://www.welt.de/wirtschaft/article236689043/ADAC-Strategiewechsel-sorgt-fuer-Mitglieder-Rekord.html.
9. ↑  "Registereintrag R002184-14304 vom 27.02.2023 23:00:01 (jährliche Aktualisierung) im Lobbyregister des Deutschen Bundestages". Bundestag Lobby Register (بالألمانية). Retrieved 2023-04-15.
10. ↑  وصلة مرجع: https://www.faz.net/aktuell/wirtschaft/unternehmen/kuendigungswelle-adac-verliert-durch-skandalserie-320-000-mitglieder-13018447.html.
11. 1 2  باسم: Allgemeiner Deutscher Automobil-Club. مذكور في: أرشيف صحافة القرن العشرين. مُعرِّف مُجلَّد في أرشيف صحافة القرن العشرين (PM20): co/045832. الوصول: 20 يوليو 2021.
12. 1 2  باسم: Allgemeiner Deutscher Automobil-Club. مذكور في: أرشيف صحافة القرن العشرين. مُعرِّف مُجلَّد في أرشيف صحافة القرن العشرين (PM20): co/045832. الوصول: 27 يوليو 2021.
13. ↑  مُعرِّف قاعدة بيانات البحث العالمية (GRID): grid.432059.9. مذكور في: قاعدة بيانات معرفات البحث العالمية. الوصول: 13 مايو 2020. لغة العمل أو لغة الاسم: الإنجليزية.
14. ↑  وصلة مرجع: https://www.lobbyfacts.eu/datacard/allgemeiner-deutscher-automobil-club-ev?rid=02452103934-97.
15. 1 2 3 4 5 6 7 8 9 10 11 12 13 14  مذكور في: Bundestag Lobby Register. لغة العمل أو لغة الاسم: الألمانية.
16. ↑  وصلة مرجع: https://www.ddv.de/adac-se.html. الوصول: 17 مايو 2019.
17. ↑  وصلة مرجع: https://www.vdz.de/ueber-uns/vdz-mitglieder/anfangsbuchstabe/. الوصول: 5 يونيو 2019.
18. ↑  وصلة مرجع: https://www.promobilitaet.de/Verband/Mitglieder/Mitglieder-2022/. الوصول: 26 أبريل 2022.
19. ↑  وصلة مرجع: https://www.deutschertourismusverband.de/verband/mitglieder/foerdernde-mitglieder.html. الوصول: 25 أبريل 2020.
20. ↑  وصلة مرجع: https://www.fia.com/members. الوصول: 18 يوليو 2020.
21. ↑  وصلة مرجع: https://www.euroncap.com/de/euro-ncap/mitglieder-und-testeinrichtungen/. الوصول: 19 فبراير 2021.
22. ↑  وصلة مرجع: https://www.dvr.de/ueber-uns/mitglieder/. الوصول: 19 فبراير 2021.
23. ↑  وصلة مرجع: https://www.wettbewerbszentrale.de/de/institution/mitgliedschaft/mitgliederverzeichnis/?buchstabe=A. الوصول: 25 مايو 2021.
24. ↑  "معلومات عن أداك على موقع grid.ac". grid.ac. مؤرشف من الأصل في 2019-09-03.
25. ↑  "معلومات عن أداك على موقع aleph.nkp.cz". aleph.nkp.cz. مؤرشف من الأصل في 2020-04-01.
26. ↑  "معلومات عن أداك على موقع isni.org". isni.org. مؤرشف من 0001 2358 7535 الأصل في 2019-06-26. {{استشهاد ويب}}: تحقق من قيمة |مسار= (مساعدة)

- ترجمة لمقال ويكيبيديا الفرنسية : ADAC